# Пшесечани
Пшесечани (пол. Przesieczany) — село в Польщі, у гміні Зґожелець Зґожелецького повіту Нижньосілезького воєводства.
Населення — 124 особи (2011).
У 1975-1998 роках село належало до Єленьоґурського воєводства.

## Демографія
Демографічна структура станом на 31 березня 2011 року:
|          | Загалом | Допрацездатний вік | Працездатний вік | Постпрацездатний вік |
| -------- | ------- | ------------------ | ---------------- | -------------------- |
| Чоловіки | 59      | 14                 | 41               | 4                    |
| Жінки    | 65      | 14                 | 39               | 12                   |
| Разом    | 124     | 28                 | 80               | 16                   |

## Галерея

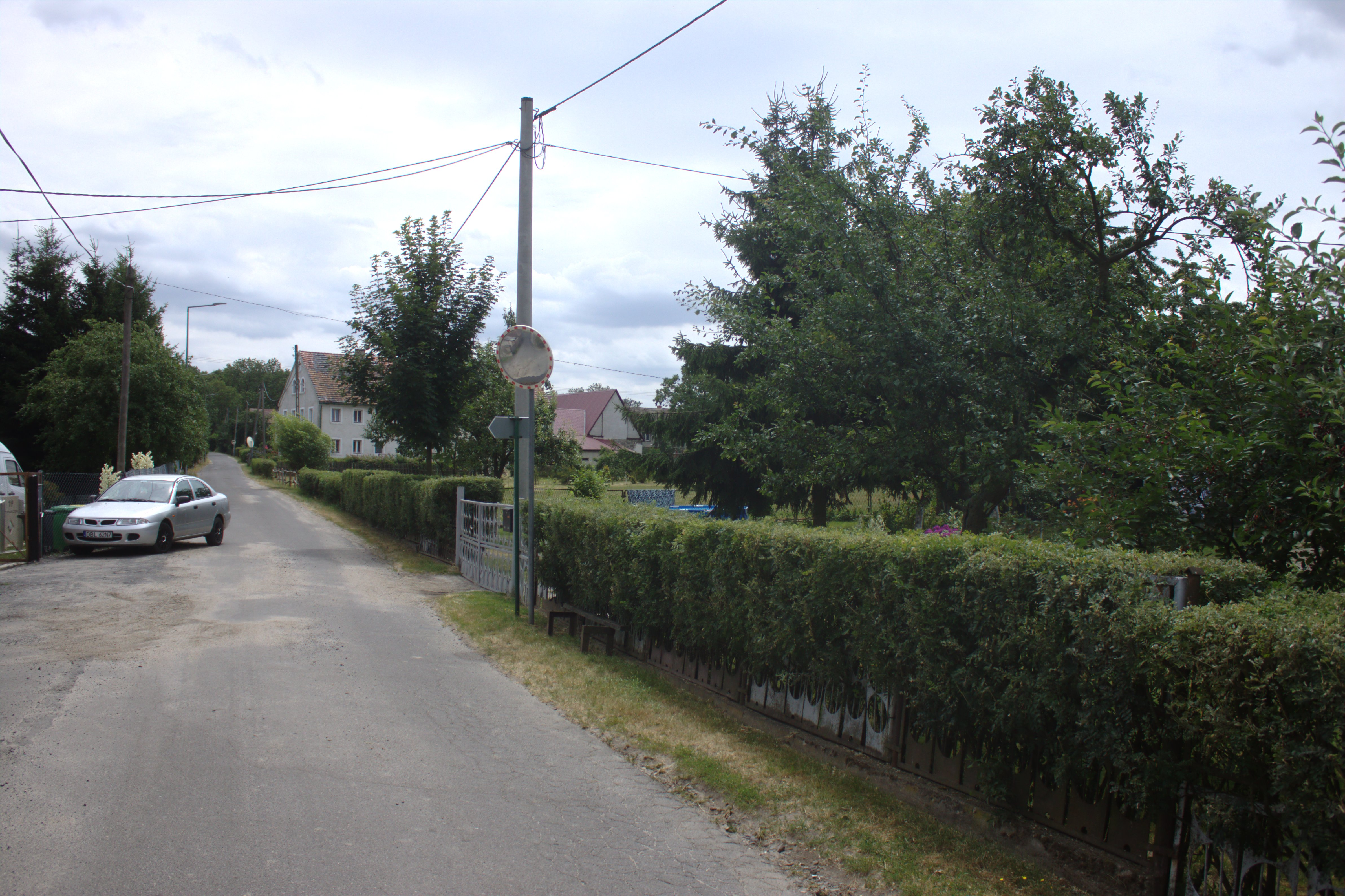
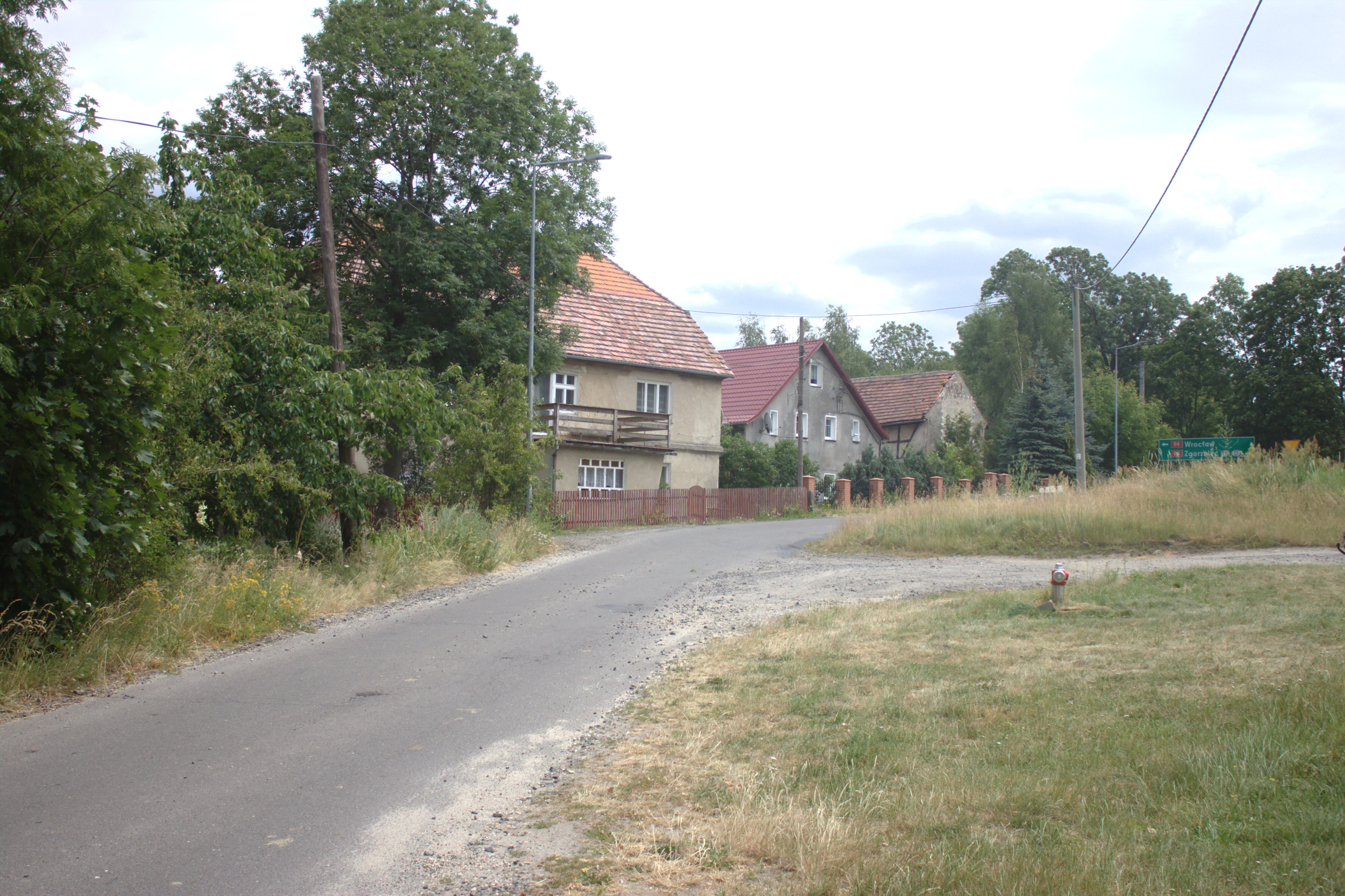
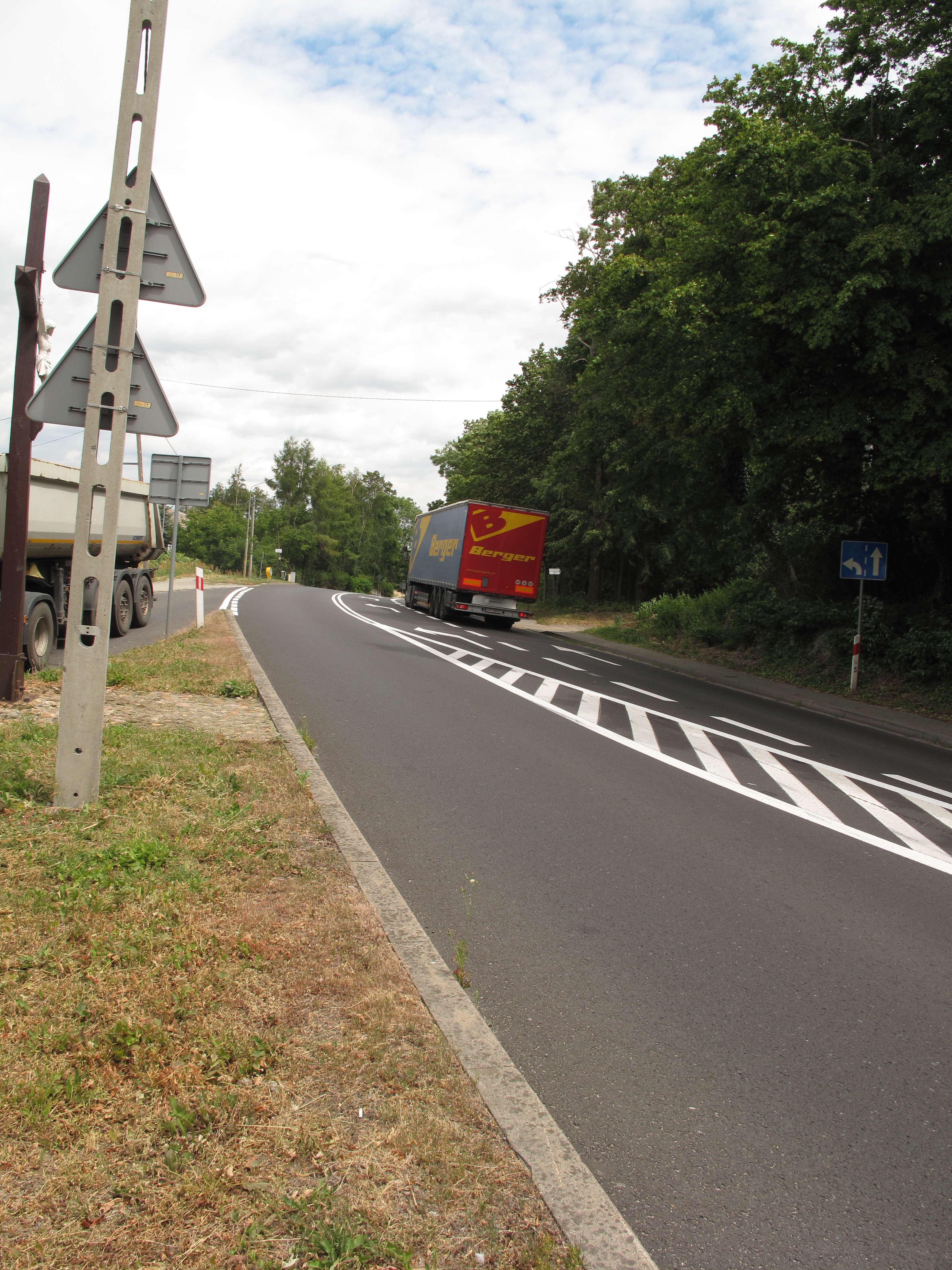